# Взрывы жилых домов в России в сентябре 1999 года
Взры́вы жилы́х домо́в — серия террористических актов в российских городах (Буйнакске, Москве и Волгодонске) 4—16 сентября 1999 года.
Несколько многоэтажных жилых домов были взорваны с помощью заложенной в подвалы взрывчатки: в Буйнакске (4 сентября), два в Москве (8—9 и 13 сентября) и в Волгодонске (16 сентября).
В результате терактов 307 человек погибли, более 1700 человек получили ранения различной степени тяжести или пострадали в той или иной мере.
Взрывы домов (вместе с вторжением чеченских боевиков в Дагестан) дали серьёзные аргументы для начала второй войны с Чечнёй.
Российское правительство обвинило чеченских сепаратистов, однако доказательства их причастности так и не были предоставлены. Чеченский боевик Шамиль Басаев позднее взял на себя ответственность за террористические акты в Москве в 2002 году и в Беслане в 2004 году, но отрицал причастность чеченцев к атакам на многоэтажки. ФСБ и генпрокуратура представили версию об ответственности за взрывы незаконной вооружённой группировки, руководимой ваххабитами, в том числе карачаевцем Эхимезом Гочияевым. В 2003—2004 годах взрывы в Москве были объединены со взрывом в Волгодонске. На закрытом суде осуждены двое из обвиняемых во взрыве в Волгодонске, но не имевшие отношения к московским взрывам. Вердикт указывал, что Гочияев был организатором двух взрывов в Москве. Расследование вызвало острую критику как в России, так и за рубежом.
Многие исследователи и журналисты не согласны с результатами официального расследования и поддерживают версию, согласно которой утверждается, что взрывы были организованы ФСБ или другими акторами в российской власти с целью привода к власти преемника Ельцина Владимира Путина.

## Предыстория. Хронология событий марта — сентября 1999 года
- 19 марта — во Владикавказе (Северная Осетия) на Центральном рынке осуществлен теракт. Погибли 52 человека, 168 получили ранения.
- 16 мая — во Владикавказе (Северная Осетия) осуществлена серия террористических актов — взрывы в трёх пятиэтажных жилых домах. Погибли четыре человека[7][8][9].
- 18 июня — со стороны Чечни совершены нападения на 2 заставы внутренних войск на дагестано-чеченской границе, а также нападение на казачью роту в Ставропольском крае. Российское руководство закрывает большую часть КПП на границе с Чечнёй[10][нет в источнике].
- 23 июня — обстрел со стороны Чечни заставы внутренних войск у села Первомайское Хасавюртовского района Дагестана[11].
- 23 июля — чеченские боевики напали на заставу внутренних войск на территории Дагестана, защищающую Копаевский гидроузел. В МВД Дагестана заявили, что «на этот раз чеченцы провели разведку боем, и вскоре начнутся крупномасштабные действия бандформирований по всему периметру дагестано-чеченской границы»[12].
- 29 июля — Аслан Масхадов обвинил в обострении напряжённости на чечено-дагестанской границе западные спецслужбы[10][нет в источнике].
- 1 августа — дагестанские ваххабиты и поддержавшие их чеченцы объявили, что в Дагестане вводится шариатское правление[10][нет в источнике].
- 2 августа — начало столкновений в Цумадинском районе Дагестана между местными ваххабитами и переброшенной из Махачкалы милицией.
- 7 августа — со стороны Чечни совершено массированное вторжение в Дагестан чеченских боевиков под общим командованием заместителя главнокомандующего вооружённых сил ЧРИ Басаева и полевого командира Хаттаба (400 человек).
- 9 августа — на территории Чечни начала работу подпольная телестудия, которая стала транслировать на Хасавюртовский и Кизилюртовский районы Дагестана видеосъёмки событий в Ботлихском и Цумадинском районах, призывы к джихаду и другие пропагандистские материалы ваххабитского толка[13].
- 9 августа — отставка С. Степашина с поста председателя российского правительства и назначение вместо него В. Путина.
- 10 августа — Исламская шура Дагестана распространила Декларацию о восстановлении Исламского Государства Дагестан и Постановление в связи с оккупацией Государства Дагестан (документы датированы 6 августа 1999). Главой Исламского правительства стал Сиражудин Рамазанов[14]. Шамиль Басаев был назначен «военным эмиром» Конгресса народов Дагестана и Ичкерии, а Хаттаб стал его заместителем[15].
- 10 августа — президент ЧРИ Масхадов заявил, что в Дагестане воюют только дагестанцы, и что граждане Чечни не участвуют в нападении, «хотя несколько заблудших и могут быть там». Отвечая на вопрос об отношении к «Декларации о независимости Дагестана», принятой «Исламской шурой Дагестана», Масхадов заявил, что это чисто внутреннее дело России и Дагестана, к которому Чечня не имеет никакого отношения. Он не смог объяснить участие в боевых действиях в Дагестане граждан Чеченской Республики Шамиля Басаева, его брата Ширвани, Хаттаба, Хункера Исрапилова и других чеченских полевых командиров[13].
- 12 августа — замглавы МВД РФ И. Зубов сообщил, что президенту ЧРИ Масхадову направлено письмо с предложением провести совместную с федеральными войсками операцию против исламистов в Дагестане. Он также предложил Масхадову «решить вопрос о ликвидации баз, мест складирования и отдыха незаконных вооружённых формирований, от которых чеченское руководство всячески открещивается»[16][17].
- 16 августа — выступая на митинге в Грозном, А. Масхадов обвинил в дестабилизации положения в Дагестане руководство России. По его словам, дагестанский конфликт разворачивается по «сценарию Москвы», которая ищет повод для силового давления на Чечню[18][нет в источнике]. Масхадов ввёл в Чечне военное положение сроком на 30 дней, объявил частичную мобилизацию резервистов и участников Первой чеченской войны[19][нет в источнике].
- 16—24 августа — жители ряда селений Наурского и Шелковского районов Чечни провели митинги с требованием к руководству Ичкерии «отмежеваться от деятельности экстремистов и силой вытеснить их с территории Чечни»[14].
- 18 августа — в Грозном состоялся съезд полевых командиров и участников Первой чеченской войны, в котором участвовали Масхадов, Яндарбиев, Басаев и другие деятели Ичкерии. Басаев обратился к собравшимся с призывом поддержать «борьбу за веру» в Дагестане. Большинство полевых командиров, воздержавшись от участия в боевых действиях в Ботлихском районе, предоставили, однако, помощь боеприпасами, медикаментами и транспортом[14].
- 24 августа — отряды чеченских боевиков под давлением российских войск вынуждены отойти в Чечню.
- 25 августа — российская авиация наносит удар по базам боевиков в Чечне. Командование федеральных сил заявляет, что «оставляет за собой право наносить удары по базам боевиков на территории любого северокавказского региона, включая и Чечню».
- 29 августа — начало операции федеральных сил против Карамахи и Чабанмахи (Буйнакский район Дагестана), которые контролировались ваххабитами, ещё в августе 1998 года провозгласившими там шариатское правление[10][нет в источнике]. А. Масхадов своим указом вывел М. Удугова из состава Совета безопасности ЧРИ ввиду того, что, по его мнению, Удугов «превратился в проводника широкомасштабной идеологической диверсии против чеченского государства» и своей поддержкой вторжения в Дагестан «поставил под угрозу разрыва братские отношения с Дагестаном»[14].
- 31 августа — взрыв в Москве в торговом центре «Охотный ряд».
- 4 сентября — в 21:45 совершён взрыв грузовика рядом с жилым домом в Буйнакске. В результате теракта погибло 64 человека.
- 5 сентября — отряды чеченских боевиков под командованием Басаева и Хаттаба вновь входят в Дагестан, «с целью ослабить давление военно-милицейских сил на восставшие села Карамахи и Чабанмахи в Кадарской зоне»[20].
- 6 сентября — бомбардировки райцентра Ножай-Юрт и ряда окрестных сёл в Чечне российской авиацией.
- 7 сентября — в Дагестане объявлена всеобщая мобилизация мужского населения. На заседании Совета безопасности РФ принято решение об изменении федеральной политики по отношению к Чечне. Премьер В. Путин, в частности, заявил, что правительство должно «избавиться от синдрома вины» за чеченскую войну и пересмотреть хасавюртовскую политику. Он заявил, что «Чечня ведёт против России открытую войну». Авианалёты на чеченские райцентры Ножай-Юрт и Ведено.
- 9 сентября — взорван жилой дом на улице Гурьянова в Москве. Погибло 109 человек.
- 11 сентября — Масхадов объявил в Чечне всеобщую мобилизацию[10][нет в источнике].
- 12 сентября — вывод сил боевиков из Новолакского района. Сёла Новолакского района занимаются федеральными силами. Чеченские боевики окончательно изгнаны с территории Дагестана.
- 12—18 сентября — артиллерийские обстрелы и воздушные бомбардировки ряда населённых пунктов Чечни.
- 13 сентября — взрыв дома на Каширском шоссе в Москве. Убито 118 человек. А. Масхадов заявляет об угрозе российской агрессии и призывает население строить оборонительные сооружения. Одновременно он заявляет, что предлагает российскому руководству помощь правоохранительных органов ЧРИ в обнаружении и задержании террористов[21][нет в источнике].
- 14 сентября — в приграничных районах Чечни объявлена мобилизация.
- 16 сентября — взорван жилой дом в Волгодонске. Масхадов заявил, что «Чечня стала разменной картой в руках мировых держав, стремящихся стать хозяевами Кавказа и выдавить отсюда Россию». Он осудил участие чеченских полевых командиров в дагестанском конфликте, обвинив их в предательстве собственного народа[14].
- 18 сентября — федеральными силами блокирована чеченская граница со стороны Дагестана, Ингушетии и Северной Осетии.
- 22 сентября — объявлено о том, что в одном из домов в Рязани найдены мешки со смесью, первичный экспресс-анализ которых показал наличие взрывчатого вещества. Возбуждается уголовное дело по ст. 205 ч. 1 (покушение на терроризм). Однако пробный подрыв трёх килограммов вещества, взятого из мешков, оказался неудачен — взрыва не произошло.
- 23 сентября — объявлено, что экспертиза показала отсутствие в «рязанских» мешках взрывчатки.
- 23—25 сентября — бомбардировки Грозного и его окрестностей.
- 24 сентября — директор ФСБ Николай Патрушев заявляет, что в Рязани проводились учения. Владимир Путин во время визита в Астану заявляет: «Российские самолёты наносят удары исключительно по базам террористов. Мы будем преследовать террористов везде. В аэропорту — в аэропорту. Если мы их найдём, вы уж меня извините, в туалете — и в сортире их замочим, в конце концов. Всё, вопрос закрыт окончательно».
- 27 сентября — Владимир Путин категорически отверг возможность встречи президента России и руководителя ЧРИ. «Никаких встреч ради того, чтобы дать боевикам зализать раны, не будет», — заявил он[10][нет в источнике].
- 27 сентября — новая бомбардировка Грозного.
- 30 сентября — начало ввода федеральных войск в Чечню.

## Террористические акты

### Взрыв в Буйнакске
4 сентября 1999 года в 21:45 грузовик ГАЗ-52, в котором находилось 2700 килограммов взрывчатого вещества из алюминиевого порошка и аммиачной селитры, был взорван в дагестанском городе Буйнакске рядом с пятиэтажным жилым домом № 3 на улице Леваневского (Шихсаидова), в котором проживали семьи военнослужащих 136-й мотострелковой бригады Минобороны России. В результате взрыва были разрушены два подъезда жилого дома, 64 человека погибли, из них 23 — дети, 146 человек ранены. Второй грузовик, ЗИЛ-130, был обезврежен командиром инженерно-сапёрного батальона бригады возле госпиталя через два часа после первого взрыва. В грузовике найдены документы на имя Исы Зайнудинова.

### Взрыв в Москве на улице Гурьянова
8 сентября 1999 года в 23:59:58 на первом этаже 9-этажного жилого дома № 19 по улице Гурьянова (район Печатники, юго-восток Москвы) произошёл взрыв. Два подъезда дома № 19 были полностью уничтожены. Взрывной волной были деформированы конструкции соседнего дома № 17.
По официальным данным, в результате взрыва погибли 106 человек, 690 человек получили ранения различной степени тяжести или пострадали в той или иной мере, получив моральную травму. Как было установлено взрывотехниками, мощность взрывного устройства составила 350 кг в тротиловом эквиваленте. Первоначальная экспертиза, проведённая на месте взрыва, показала наличие частиц тротила и гексогена. Через несколько дней дома № 17 и № 19 были уничтожены взрывотехниками, жители переселены в другие дома.
Позже в редакцию агентства «Интерфакс» позвонил неизвестный с кавказским акцентом, назвался представителем «Конфедерации освобождения Дагестана» и сообщил, что взрывы жилых домов — это месть за ведение боевых действий на территории Дагестана. В тот же день по телевидению был показан фоторобот Мухита Лайпанова, человека, взявшего в аренду помещение на первом этаже жилого дома, в котором произошёл взрыв. На 13 сентября был назначен день траура по погибшим при взрывах в Буйнакске и на улице Гурьянова.
После взрыва на улице Гурьянова участковые милиционеры Москвы стали проверять весь нежилой фонд на своих территориях. Участковым Дмитрием Кузововым в числе прочих был проверен дом № 6 корпус 3 по Каширскому шоссе. В этом доме был расположен мебельный магазин, который его владелец сдал в аренду человеку, представившемуся как Мухит Лайпанов, под склад сахара. При осмотре магазина Кузовов обнаружил мешки с сахаром, однако, поскольку он не знал, что террористы таким образом маскируют взрывчатку, то ничего не заподозрил. 12 сентября участковый пришёл к тому же дому с повторной проверкой, но в этот раз дверь магазина была заперта, а взламывать её в отсутствие владельца милиционер не мог. 13 сентября в этом доме произошёл мощный взрыв.

### Взрыв в Москве на Каширском шоссе

Теракт на Каширском шоссе, д. 6/3, утром 13 сентября 1999 года. Съёмки НТВ

13 сентября, как раз в день траура, в 5 часов утра произошёл взрыв (мощность — 300 кг в тротиловом эквиваленте) в подвальном помещении 8-этажного кирпичного жилого дома № 6, корпус 3 на Каширском шоссе. Из-за того, что дом был кирпичный, в результате взрыва он был полностью разрушен, почти все находившиеся в нём жильцы — 124 человека — погибли, 7 человек получили ранения различной степени тяжести, пострадали 119 семей.
Президент России Борис Ельцин вызвал мэра Москвы Юрия Лужкова и потребовал в течение суток проверить все жилые дома. После второго взрыва были приняты беспрецедентные меры безопасности в Москве и других городах не только России, но и ближнего зарубежья (Украина, Беларусь), проверены все чердаки и подвалы. Жителями жилых домов в течение нескольких месяцев были стихийно организованы круглосуточные дежурства.
13 сентября руководитель одной из риелторских фирм узнал в фотороботе Лайпанова клиента, который снимал у них помещение под склад (на улице Борисовские Пруды, под 14-этажным жилым домом). Риелтор сообщил об этом в ФСБ. Правоохранительные органы обнаружили на этом складе 50 мешков со взрывчаткой общим весом 2,5 тонны и 6 запрограммированных таймеров. По словам риелторов, Лайпанов вышел на их фирму по объявлению в газете и 3 сентября заключил договор об аренде. Было установлено, что документами на имя Лайпанова пользовался карачаевец Ачемез Гочияев.
По сообщению «Полит.ру» 13 сентября, Шамиль Басаев отверг свою причастность к террористическим актам, «напомним, в выходные другой лидер моджахедов — Хаттаб заявил, что отныне он вынужден воевать не только против российской армии, но и против мирных граждан России».

### Взрыв в Волгодонске
16 сентября 1999 года в 5:57 в Волгодонске Ростовской области рядом с девятиэтажным жилым домом № 35 по Октябрьскому шоссе взорвался грузовик ГАЗ-53 со взрывчаткой. От взрывной волны была разрушена фасадная часть дома. Из завалов было извлечено 18 погибших, 1 человек умер в больнице, 89 человек госпитализированы, повреждено 37 близлежащих домов. Владелец взорвавшегося грузовика Аббаскули Искандер-оглы Искендеров, который в момент взрыва оказался у себя дома, а не в грузовике, утверждал, что не знал о том, что в его грузовике находилось взрывное устройство. По словам Искендерова, трое граждан Грузии и 2 чеченцев купили у него этот автомобиль, загрузили в него якобы картофель, попросили его отогнать автомобиль к дому и подежурить в нём ночью, но в момент взрыва он отошёл домой погреться.

## Расследования

### Официальное расследование

#### Ход расследования
9 сентября 1999 года по факту взрыва в жилом доме № 19 по улице Гурьянова в Москве было возбуждено уголовное дело № 275209.
10 сентября 1999 года был проведён обыск по месту жительства гендиректора ЗАО «Делко-2» Марио Блюменфельда, сдавшего в аренду помещение в доме № 19 по улице Гурьянова, в котором произошёл взрыв. В ходе этого обыска были изъяты: тетрадный лист с текстом «ООО Бранд-2 Лайпанов Мухит Назирович», записная книжка с записями данных на Лайпанова М. Н. и договор от 5 сентября 1999 года между ЗАО «Делко-2» и ООО «Бранд-2» по аренде складского помещения в доме № 19 по улице Гурьянова.
11 сентября 1999 года в московской гостинице «Алтай» были изъяты анкеты на имена Мухита Лайпанова и Дениса Сайтакова. Эти анкеты содержали сведения о том, что Мухит Лайпанов и Денис Сайтаков проживали в гостинице «Алтай» с 14 по 19 августа и с 30 августа по 1 сентября 1999 года.
13 сентября 1999 года у М. И. Ежова были изъяты диспетчерские журналы учёта грузоперевозок за июнь — сентябрь 1999 года. В журнале, изъятом у Ежова, имелась запись: «8/09 Бычок 37 9.00 Люблино 150 4+1 726-74-89 Михаил ул. Краснодарская д. 70 База налево зелёные ворота охрана собаками — Печатники — Каширка; 35 577 Пруж, 750».

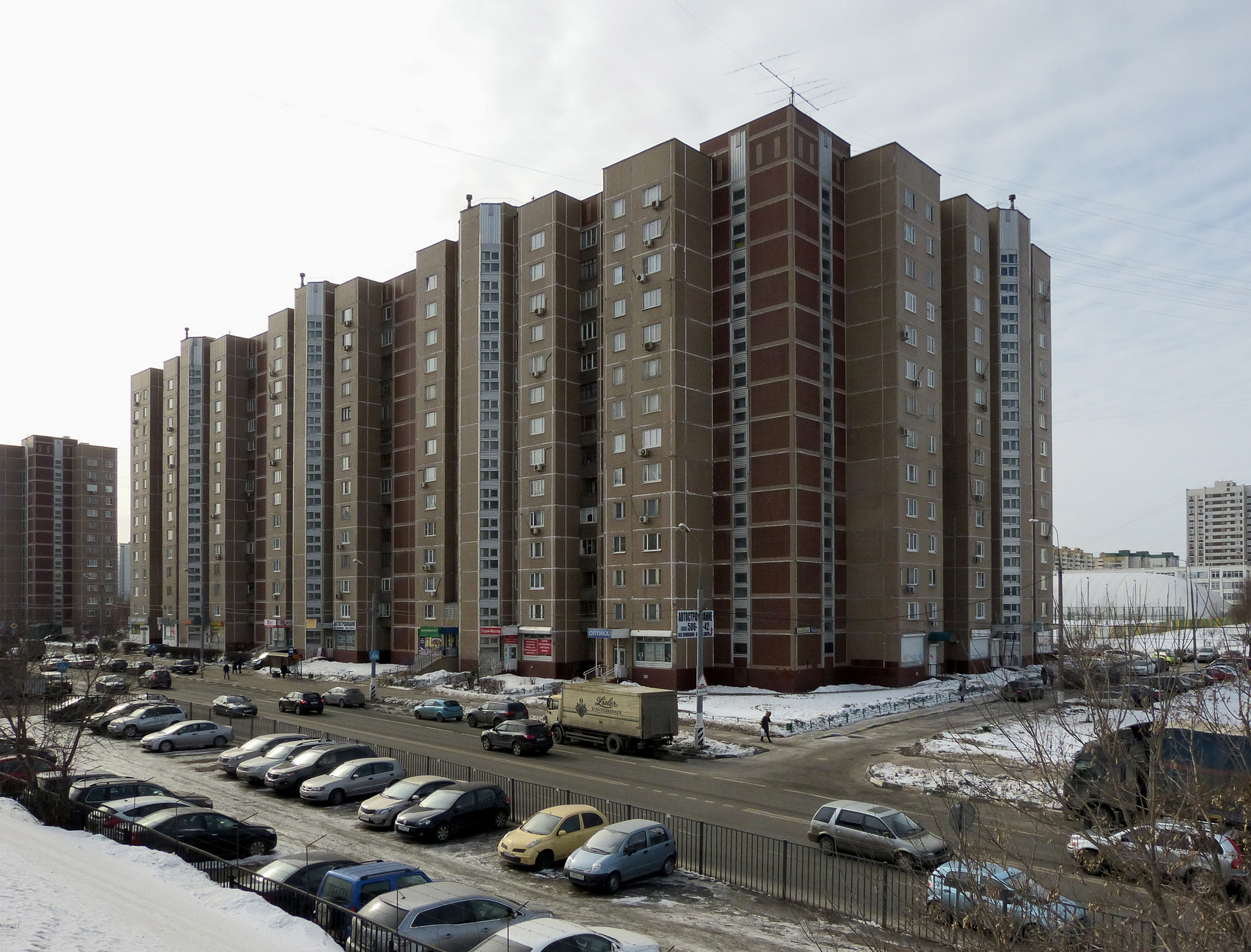
Дом 16, корпус 2 по улице Борисовские Пруды в московском районе Братеево (фото марта 2013 года)

13 сентября 1999 года водитель ОАО «35 автокомбинат» А. В. Прушинский, перевозивший мешки со склада по Краснодарской улице на улицу Гурьянова и на улицу Борисовские Пруды, показал сотрудникам милиции помещение в доме на улице Борисовские Пруды, куда выгружались мешки.
13 сентября 1999 года в ходе осмотра нежилого помещения, расположенного по улице Борисовские Пруды, дом № 16, корпус 2, были обнаружены и изъяты: 50 мешков с бирками «Сахар», в 38 из которых находилось сыпучее вещество серебристого цвета, а в 12 — сахарный песок; 13 предметов, похожих на электродетонаторы; 2 бухты детонирующего шнура; 6 коробок цилиндрической формы со световыми индикаторами красного цвета на боках коробок и выходящими из коробок двумя проводами, а также ряд других предметов и веществ.
16 сентября 1999 года в ходе осмотра склада по Краснодарской улице, дом 70, были изъяты 76 мешков с самодельным смесевым аммиачно-селитренным взрывчатым веществом общим весом около 4109 кг.
17 сентября 1999 года в отношении Юсуфа Крымшамхалова и Тимура Батчаева были вынесены постановления об избрании меры пресечения — содержание под стражей.
19 сентября 1999 года в отношении Адама Деккушева было вынесено постановление об избрании меры пресечения — содержание под стражей. В тот же день Юсуф Крымшамхалов, Адам Деккушев и Тимур Батчаев были объявлены в розыск.
22 сентября 1999 года уголовное дело № 275 209 было соединено в одно производство с уголовными делами, возбуждёнными по факту взрыва в жилом доме по Каширскому шоссе в Москве и в связи с обнаружением в доме по улице Борисовские Пруды в Москве взрывчатого вещества и компонентов взрывных устройств.

#### Выводы следствия
По данным следствия, теракты были организованы и профинансированы руководителями незаконного вооружённого формирования Исламский институт «Кавказ» Амиром аль-Хаттабом и Абу Умаром. Эти теракты были направлены на массовую гибель людей, с целью нарушения общественной безопасности, устрашения населения и оказания воздействия на принятие решений органами власти по ликвидации последствий нападения боевиков на Дагестан в августе 1999 года.
Ядро группировки боевиков, напавшей на Дагестан, составляли иностранные наёмники и бойцы «Исламской международной миротворческой бригады», связанной с «Аль-Каидой». Руководство велось из тренировочного лагеря Хаттаба в Чечне — «Исламского института Кавказ». Хаттаб был тесно связан с террористом Усамой бен Ладеном, осуществившим в числе прочего подрывы зданий американских посольств в Кении и Танзании в 1998 году и террористическую атаку на здания Всемирного торгового центра 11 сентября 2001 года.
Взрывы в Москве и Волгодонске
Хаттаб и Абу Умар обратились к лидерам так называемого «мусульманского общества № 3», или карачаевского ваххабитского джамаата. Один из его председателей, Ачемез Гочияев, организовал из сподвижников диверсионную группу. Гочияев до 1997 года имел успешный бизнес в Москве в сфере строительства. В 1997 году он увлёкся идеями ваххабизма. Из Москвы он возвратился в Карачаевск, затем прошёл обучение в лагере Хаттаба «Кавказ». Для руководства операцией Гочияев подходил идеально: имел боевые навыки и хорошо знал Москву.
Согласно приговору взрывчатку изготовили в посёлке Мирный Ставропольского края (ранее в прессе сообщалось, что её изготовили в городе Урус-Мартане, в Чечне, на фабрике удобрений) путём смешения тротила, алюминиевой пудры, аммиачной селитры и сахара. Оттуда её под видом сахара переправили на продуктовую базу в Кисловодске (Ставропольский край), которой заведовал дядя одного из террористов, Юсуфа Крымшамхалова. В город террористов пропустил сотрудник ГИБДД Станислав Любичев, который впоследствии был приговорён за это к 4,5 годам лишения свободы. На продовольственной базе террористы расфасовали взрывчатую смесь в мешки из-под сахара с логотипом Эркен-Шахарского сахарного завода. После того как всё было спланировано, террористы организовались в несколько групп для перевозки взрывчатки.
В июле-августе 1999 года Гочияев и его напарник Сайтаков несколько раз приезжали в Москву, чтобы подыскать пригодные помещения для временного хранения взрывчатых веществ. В целях конспирации они сменили четыре гостиницы: «Измайлово», «Золотой колос», «Восход» и «Алтай».
30 августа Гочияев оформил в Москве на имя Мухита Лайпанова, как генерального директора, фирму ООО «Бранд-2».
От имени сотрудника этой фирмы Гочияев, используя документы на имя Мухита Лайпанова, 31 августа арендовал помещение в доме на Каширском шоссе, закреплённое за ООО «ИНВА». 3 сентября он договорился об аренде помещения на улице Борисовские пруды с ЗАО «Ларс-Маркет», 5 сентября — на улице Гурьянова с ЗАО «Делко-2», 6 сентября — на Краснодарской улице с ООО «Трансервис».
31 августа Хаким Абаев заказал водителю Н. Тишину, не осведомлённому о планах террористов, перевозку сахара в Москву. 4 сентября гружённая взрывчаткой фура «Мерседес-Бенц 2236», которой управляли Н. Тишин и его напарник, отправилась из Кисловодска в Москву. Хаким Абаев сопровождал фуру до автостоянки на МКАД. 7 сентября Абаев довёл фуру до склада на Краснодарской улице, который террористы выбрали своей временной базой.
7 сентября мешки перевезли со склада на Краснодарской улице в арендованное Гочияевым помещение на Каширском шоссе, а 8 сентября — в помещения на улице Гурьянова и на Борисовских прудах. Перевозка осуществлялась водителями, не осведомлёнными о планах террористов.
8 и 13 сентября в Москве прогремели два взрыва. 13 сентября правоохранительным органам удалось обнаружить склад взрывчатки на Борисовских Прудах.
13 сентября житель Волгодонска Аббаскули Искендеров, не осведомлённый о планах террористов, на стоянке грузового автотранспорта в Волгодонске познакомился с Адамом Деккушевым, Юсуфом Крымшамхаловым и Тимуром Батчаевым, прибывшими в город на грузовике «КамАЗ-5320», загружённом якобы «картофелем для продажи».
Кавказцы купили автомашину Искендерова «ГАЗ-53», объяснив, что она им нужна для развозки по рынкам Волгодонска картофеля, которого они привезли более 10 тонн. В этот же день кавказцы вручили Искендерову 300 долларов США и 2200 рублей обговорённой суммы, а тот передал им «ГАЗ-53». Оформить сделку купли-продажи автомобиля договорились 16 сентября. В этот же день «ГАЗ-53» был помещён ими на территорию автоколонны № 2070, где в будку «ГАЗ-53» была перегружена взрывчатка и установлено взрывное устройство, замаскированное картофелем россыпью.
15 сентября предварительно предупредив Искендерова по телефону, Деккушев заехал за ним на «Москвиче» домой и привёз в автоколонну. Якобы с целью экономии времени, Деккушев уговорил Искендерова на ночь поставить «ГАЗ-53» у его дома по Октябрьскому шоссе, с тем, чтобы около 7 часов утра 16 сентября перевезти картофель на рынок, а затем после его реализации оформить документы купли-продажи автомобиля. Заплатив в качестве вознаграждения Искендерову 70 рублей, Деккушев сопроводил его на «Москвиче» до места и, убедившись, что тот поставил автомашину «ГАЗ-53» напротив подъезда, попросил за ней присматривать, после чего уехал. С вечера до двух часов ночи жена Искендерова присматривала за стоящей у дома автомашиной, а после двух часов ночи 16 сентября, машину сторожил сам Искендеров, находясь в кабине. После пяти часов ему стало холодно, и он вернулся в квартиру.
В 05 часов 57 минут 16 сентября произошёл взрыв бомбы, находившейся в «ГАЗ-53».
Следующие лица были причастны к взрывам:
Взрывы в Москве
- Ачемез Гочияев (находится в федеральном и международном розыске)[47]
- Денис Сайтаков (убит в Чечне)
- Хаким Абаев (убит подразделениями федеральных сил 30 мая 2004 года в ходе спецоперации в Ингушетии)[48][49]
- Равиль Ахмяров (убит в Чечне)
- Юсуф Крымшамхалов (арестован в Грузии, 7 декабря 2002 года экстрадирован в Россию и приговорён к пожизненному лишению свободы в январе 2004)
- Адам Деккушев[33] (арестован в Грузии, при аресте бросил в полицейских гранату, 14 апреля 2002 года экстрадирован в Россию и приговорён к пожизненному лишению свободы в январе 2004)

Взрывы в Волгодонске
- Тимур Батчаев (убит в Грузии в столкновении с грузинской полицией при аресте Крымшамхалова)
- Юсуф Крымшамхалов
- Адам Деккушев

Взрывы в Буйнакске
- Иса Зайнутдинов (приговорён к пожизненному лишению свободы в марте 2001)
- Алисултан Салихов (приговорён к пожизненному лишению свободы в марте 2001)
- Магомед Салихов (арестован в Азербайджане в ноябре 2004 при попытке перехода государственной границы, экстрадирован в Россию, коллегией присяжных 24 января 2006 признан невиновным по обвинению в терроризме; признан виновным по другим связанным обвинениям, таким как в участии в противозаконных вооружённых формированиях и в противозаконном пересечении границы[50]. Салихов признал, что перевозил из Чечни в Буйнакск груз по просьбе Хаттаба, но, по его словам, не знал, что это была взрывчатка[51].)
- Зиявутдин Зиявутдинов (2 мая 2002 года арестован в Казахстане, экстрадирован в Россию, приговорён к 24 годам в апреле 2002)
- Абдулкадыр Абдулкадыров (приговорён к 9 годам в марте 2001)
- Магомед Магомедов (приговорён к 9 годам в марте 2001)
- Зайнутдин Зайнутдинов (приговорён к 3 годам в марте 2001 и немедленно отпущен по амнистии)
- Махач Абдулсамедов (приговорён к 3 годам в марте 2001 и немедленно отпущен по амнистии)

Большинство террористов было этническими карачаевцами, дагестанцами и арабами.
К 2011 году на свободе оставался только Ачемез Гочияев, который был объявлен в федеральный и международный розыск. Все остальные причастные к взрывам домов были арестованы либо убиты в ходе операций силовых структур на Северном Кавказе и в Грузии.
Доказательства связи террористов с Хаттабом и Абу Умаром
- Согласно показаниям Адама Деккушева, он в 1997 году приехал в Чечню для изучения основ ислама и находился в лагере «Кавказ» под руководством Хаттаба у села Сержень-Юрт, в учебном центре обучался владению оружием и взрывному делу и готовился воевать[25].
- Согласно показаниям Юсуфа Крымшамхалова, после осуществления терактов он разместился в лагере Хаттаба в Сержень-Юрте, где встретил и других лиц, в том числе, и Адама Деккушева[25].
- Согласно показаниям Магомеда Салихова, он перевозил груз из Чечни в Буйнакск по прямому указанию Хаттаба, но при этом не подозревал, что это была взрывчатка[51].
- Согласно показаниям Кочкарова И. Н., в июле 1999 года он приехал в Сержень-Юрт Чечни в лагерь под командованием араба Хаттаба, где обучался владению стрелковым оружием и основам военной топографии. В 300 метрах от основного лагеря находился небольшой обособленный лагерь, в котором готовили подрывников. Примерно 17-20 июля 1999 года он видел, как в тот лагерь заехали три «КамАЗа», в кузовах которых находилась аммиачная селитра. Вскоре на территории лагеря была сооружена мельница, которую закрыли брезентом, чтобы не было видно, что там делается. Несколько раз он видел, как из мельницы мужчины выносили какие-то мешки и относили их в лагерь подрывников. Примерно через неделю его пребывания в лагере Хаттаба он встретил там Ачемеза Гочияева и своего дядю Адама Деккушева, которые, поприветствовав его, ушли в лагерь подрывников[25].
- Согласно показаниям Французова Т. К., в июле 1999 года в Москве по просьбе Ачемеза Гочияева — брата его жены, он передавал ему свой паспорт, на который тот снял номер на его фамилию в гостиничном комплексе «Измайлово» в корпусе «Гамма». В дальнейшем в этом номере проживал Ачемез Гочияев со своей женой Абаевой Мадиной. В сентябре 1999 года он приехал в Чечню и вступил в бандформирование Багаутдина Дагестани, базировавшееся в Урус-Мартане. На базе боевиков он встретил Гочияева, Марата Бостанова и Аслана Бостанова, а также Адама Деккушева, который возил на «КамАЗе» боеприпасы и боевиков. В октябре 1999 г. он и другие боевики переместились из-под Урус-Мартана в село Автуры, где базировалось незаконное вооружённое формирование араба Абу-Саида. В лагере Абу-Саида он познакомился с Юсуфом Крымшамхаловым, вместе с которым постоянно находился Тимур Батчаев. В село Автуры приезжал на «КамАЗе» и Деккушев. В декабре 1999 года все боевики, в том числе и он, переместились под село Шатой. Деккушев также приезжал туда. На базе боевиков под Шатоем Гочияев очень часто общался с полевым командиром, арабом по имени Абу Умар[25].
- Согласно показаниям Деккушевой З. М., в 1997 году по настоянию мужа — Адама Деккушева, они с детьми переехали жить в Сержень-Юрт Чечни. Там муж работал водителем грузовой автомашины в Исламском институте «Кавказ», располагавшемся недалеко от села Сержень-Юрт на территории бывших пионерских лагерей[25].

### Версии о причастности российских властей
6 июня 1999 года журналист Ян Бломгрен написал, что одним из вариантов, рассматривавшихся Кремлём и его соратниками, были «террористические взрывы в Москве, в которых можно было бы обвинить чеченцев». 22 июля 1999 года журналист Александp Жилин заявил, что Администрацией президента разработан и утверждён план дискредитации Лужкова с помощью провокационных мероприятий, призванных дестабилизировать ситуацию в Москве. По данным Жилина, планировалось проведение террористических актов (или попыток терактов) в отношении ряда государственных учреждений и редакций «антилужковских» изданий, предусматривалось похищение людей «чеченскими боевиками».
В газете «Московский комсомолец» от 13 сентября 1999 года сообщается о подготовке спецслужбами аналитической записки по теракту в Москве на улице Гурьянова и о том, что согласно основной версии, «бомбу закладывали специалисты, прошедшие подготовку в российских секретных ведомствах». 14 сентября 1999 года депутат Госдумы Константин Боровой на пресс-конференции обвинил российские спецслужбы в причастности ко взрывам жилых домов в Москве.
Исследователи и журналисты сомневаются в официальной версии истории с попыткой подрыва многоэтажки в Рязани, объявленной руководством ФСБ учениями. Историк Рутгеровского университета Юрий Фельштинский, бывший сотрудник ФСБ Александр Литвиненко, оппозиционный политолог Андрей Пионтковский, исследователь российского национализма Джон Данлоп, журналист Дэвид Саттер и другие лица выдвинули версию, согласно которой взрывы были организованы российскими властями, в том числе лично тогда действующим премьер-министром Владимиром Путиным, а также Федеральной службой безопасности Российской Федерации. Сторонники этой версии считают, что взрывы были выгодны действующим властям и, наоборот, не выгодны боевикам. Утверждается, что именно после взрывов Владимир Путин смог обеспечить себе повышение рейтинга и, как следствие, победу на президентских выборах 2000 года. Среди причин, по которым власти могли пойти на такой шаг, сторонниками теории заговора также назывались желание усилить роль ФСБ в политической жизни России, а также необходимость оправдать Вторую чеченскую войну. По мнению Данлопа, в пользу этой версии говорит бездействие ФСБ по информации о готовящихся взрывах, идентификацию арендатора места установки бомб как возможного сотрудника ФСБ, и сорванную попытку взрыва многоэтажки в Рязани, впоследствии объявленную руководством ФСБ учениями. По мнению исследователя и журналиста Эдварда Лукаса, перекрёстные доказательства показывают, что в жилое здание были заложены реальные бомбы с целью взорвать многоэтажку и возложить вину на чеченских террористов. Смерть Юрия Щекочихина, ведущего журналиста-расследователя попытки взрыва в Рязани, была убийством.

#### Инцидент в Рязани («рязанский сахар»)
22 сентября 1999 года около 21 часа житель дома № 14/16 по улице Новосёлов в Рязани Алексей Картофельников заметил троих незнакомцев, двух мужчин и женщину, переносивших мешки из легковой машины в подвал. Цифровой код региона на госномере машины был заклеен бумагой, а на ней от руки написано число 62 (код Рязанской области). Картофельников вызвал милицию. Приехавшие через 40 минут милиционеры спустились в подвал и обнаружили три мешка по 60 кг каждый. Верхний мешок был вскрыт, по сообщениям СМИ, в нём находилось вещество, похожее на сахар. Милиционеры доложили о находке в ОВД, вскоре у дома собралось руководство всех силовых структур Рязани и Рязанской области. Жильцов дома в срочном порядке эвакуировали из дома, и до утра им пришлось сидеть в соседнем кинотеатре.
Вскоре к дому приехала оперативная группа инженерно-технического отдела муниципальной милиции. Проведённый экспресс-анализ вещества из мешков показал присутствие гексогена. При осмотре содержимого мешков были обнаружены электронные часы, изготовленные в виде пейджера, и три батарейки, соединённые проводами. Время срабатывания устройства было установлено на 05:30 утра. Детонатором служила гильза от охотничьего патрона 12-го калибра, заполненная порохом.
Часть вещества, взятого из мешков, взрывотехники вывезли на свой полигон, расположенный в нескольких километрах от Рязани. Там они попытались подорвать его с помощью детонатора, также изготовленного из охотничьего патрона, но взрыва не произошло. Выдвигались версии причин отсутствия взрыва при попытке подрыва. Газета «Коммерсантъ» писала, что «по предположениям специалистов, террористы неправильно рассчитали пропорции, смешивая взрывчатку с сахаром». «Русский журнал» со ссылкой на мнение оперативников писал, что либо в мешках находился не гексоген, либо его количество было очень незначительным.
В начале 1 часа ночи мешки были вынесены из подвала, утром их отвезли на хранение во двор Главного управления гражданской обороны и чрезвычайных ситуаций. 23 сентября мешки были отправлены на экспертизу в экспертно-криминалистический центр МВД и в соответствующую лабораторию ФСБ.
Следственным отделением управления ФСБ России по Рязанской области было возбуждено уголовное дело по статье 205, часть 1 УК РФ (покушение на терроризм). Глава ФСБ России Николай Патрушев на следующий день после обнаружения мешков заявил, что произошедшее — это учения ФСБ, то есть подтвердил, что мешки были заложены представителями ФСБ.
Все службы Рязани были подняты по тревоге; был введён в действие план «перехват», перекрыты все выезды из города.
- 23 сентября в 9-часовом выпуске новостей телеканал ОРТ сообщил: «В Рязани сегодня ночью в спешном порядке были эвакуированы жильцы 12-этажного дома в одном из спальных районов города на улице Новоселов. В подвале были обнаружены три мешка с веществом, экспресс-анализ которого показал наличие гексогена. Там же был найден взрыватель, таймер которого был установлен на 5:30 утра. Взрывотехники муниципальной милиции сразу же провели тест на взрывоопасность, но смесь не сдетонировала. Сейчас мешки направлены на экспертизу». В прямом эфире ОРТ начальник Октябрьского РОВД г. Рязани подполковник Сергей Кабашов заявил: «Экспертиза покажет, было ли это взрывчатое вещество или просто муляж».
- 23 сентября в 11:26 сайт Polit.Ru передал слова представителя рязанского УВД о том, что сейчас ещё рано утверждать о наличии гексогена в найденных в подвале мешках с сахаром.
- 23 сентября в 13-часовом выпуске программы «Вести» было сообщено: «Взрывотехники муниципальной милиции провели предварительный анализ и подтвердили наличие гексогена. Сейчас содержимое мешков отправлено в московскую лабораторию ФСБ для получения точного заключения».
- 23 сентября в 13:14 агентство Cry.Ru, со ссылкой на радио «Эхо Москвы», сообщило: «Представитель управления внутренних дел Рязанской области сообщил журналистам, что в настоящее время проводится тщательная экспертиза трёх обнаруженных в подвале дома мешков. Представитель УВД отметил, что сейчас рано ещё говорить о том, что в мешках находилась смесь сахарного песка с гексогеном».
- 23 сентября в 16-часовом выпуске новостей телекомпания НТВ сообщила, что при экспертизе в подозрительных мешках взрывчатых веществ не обнаружено.
- 23 сентября около 17 часов председатель правительства России Владимир Путин, находясь в Ростове-на-Дону, заявил: «Что касается событий в Рязани. Я не думаю, что это какой-то прокол. Если эти мешки, в которых оказалась взрывчатка, были замечены — это значит, что всё-таки плюс хотя бы есть в том, что население реагирует правильно на события, которые сегодня происходят в стране. Воспользуюсь вашим вопросом для того, чтобы поблагодарить население страны за это. Мы в неоплаченном долгу перед людьми и за то, что не уберегли, кто погиб, и благодарны им за ту реакцию, которую мы наблюдаем. А эта реакция очень правильная. Никакой паники, никакого снисхождения бандитам. Это настрой на борьбу с ними до конца. До победы. Мы обязательно это сделаем».
- 23 сентября в 19:35 на телеканале НТВ вышла программа «Герой дня», гостем которой был начальник Центра общественных связей ФСБ РФ Александр Зданович. Зданович заявил, что, по предварительному заключению, гексогена в мешках, обнаруженных в Рязани, не было. По словам Здановича, взрывателя тоже не было, а были обнаружены «некоторые элементы взрывателя».
- 24 сентября в 12 часов, выступая на совещании по борьбе с оргпреступностью, глава МВД РФ Владимир Рушайло в числе прочего заявил: «Есть положительные сдвиги. Об этом, в частности, свидетельствует вчерашнее предотвращение взрыва жилого дома в Рязани»[57]. Через полчаса после этого заявления Рушайло директор ФСБ Николай Патрушев заявил, что ФСБ проводила в Рязани антитеррористические учения и что никакого взрывчатого вещества в мешках не было[57].
- 4 октября газета «Новая газета — Понедельник» сообщила о том, что рязанское управление ФСБ наградило ценными подарками жителей города: Алексея Картофельникова, первым сообщившего в милицию о подозрительной машине, и сотрудницу рязанского АО «Электросвязь» Юхнову, которая доложила о переговорах лжетеррористов[57]. По словам Юхновой,

Во мне сыграл профессиональный долг. Услышала подозрительный разговор, звонили в Москву: «Выезжайте по одному, везде перехваты…» Я доложила руководству, а дальше вы все сами знаете… Конечно, учения нужны. Но не такие. Работать с народом нужно помягче. Всё-таки большой стресс…
В 2000 году в одной из передач «Независимого расследования» на НТВ прошла дискуссия между жильцами того самого дома в Рязани и сотрудниками ФСБ. Со стороны жильцов дома выступал среди прочих Алексей Картофельников. Позицию ФСБ представляли Александр Зданович, Александр Сергеев и Станислав Воронов. Также в дискуссии участвовали писатель Константин Преображенский, эксперт-взрывник Рафаэль Гильманов, профессор Александр Портнов и другие. Среди них был и адвокат Павел Астахов, взявший на себя инициативу добиться моральной компенсации для пострадавших рязанцев, однако позже забросивший это дело: сразу после съёмок сотрудники ФСБ угрожали адвокату, а в течение следующих десяти лет Павел Астахов сильно продвинулся в политике. Впоследствии ведущий передачи Николай Николаев назвал аргументацию представителей ФСБ «крайне слабой» и отметил, что она не убеждала жильцов дома. После передачи за Николаевым была организована слежка и ему на время пришлось уехать за границу.
Сторонники версии о причастности ФСБ к терактам описывают обстоятельства предполагаемых арестов, что якобы органами правопорядка в Рязани были задержаны сотрудники ФСБ, которых освободили по приказу из Москвы. Рустам Арифджанов в статье, опубликованной в 2002 г. в газете «Совершенно секретно», не упоминает каких-либо арестов. Согласно данной статье, сотрудники ФСБ покинули Рязань разными путями и в различное время после звонка в Москву 23 сентября 1999 г., во время которого старший группы получил указание срочно прибыть к месту постоянной дислокации. Заявление Патрушева 24 сентября было сделано после того, как письменный отчёт старшего группы о проведённой операции поступил его непосредственному начальнику.
Ю. Г. Фельштинский указывает на то, что дата фактического начала Второй чеченской войны, 23 сентября 1999 года, совпадает с датой ареста двух офицеров ФСБ, пытавшихся взорвать дом в Рязани, то есть с датой провала операции. По Фельштинскому, войну нельзя было откладывать, чтобы общественность и пресса не связали бы между собой рязанский эпизод и взрывы домов, тогда войну начинать было бы поздно.

### Комиссия Сергея Ковалёва
4 апреля 2002 года по инициативе финансировавшейся Борисом Березовским партии «Либеральная Россия» была создана «Общественная комиссия по расследованию обстоятельств взрывов домов в городах Москве и Волгодонске и проведения учений в городе Рязани в сентябре 1999 года». Главой комиссии стал депутат Госдумы Сергей Ковалёв.
По поводу одного из заседаний комиссии Центр общественных связей ФСБ заявил: «Мы не намерены участвовать в рекламной акции сомнительных людей, тем более вступать с ними в полемику».
В 2003 году секретарь комиссии Ковалёва, правозащитник Лев Левинсон заявил, что в версии о причастности ФСБ к взрывам «ещё больше сомнений, чем в „чеченском следе“». Он отметил, что «многие выводы Фельштинского — Литвиненко основаны на предположениях. Подчас — весьма вольных». Левинсон заявил: «комиссия изначально не ставила себе целью провести оперативное расследование», так как было понятно, что «мы не получим доступа к материалам уголовного дела, а проводить своё частное расследование нам не по силам. Да и незачем».

## Суды

### Дело о взрыве в Буйнакске
19 марта 2001 года Верховный суд Дагестана вынес приговор: Иса Зайнутдинов и Алисултан Салихов были приговорены к пожизненному лишению свободы, Магомед Магомедов и Абдулкадыр Абдулкадыров — к 9 годам лишения свободы, Зайнутдин Зайнутдинов и Махач Абдулсамедов — к 3 годам лишения свободы.
9 апреля 2002 года Верховный суд Дагестана признал Зиявутдина Зиявутдинова виновным и приговорил к 24 годам лишения свободы.

### Дело о взрывах в Москве и Волгодонске
14 мая 2003 года Кисловодский городской суд приговорил бывшего милиционера Станислава Любичева к четырём годам лишения свободы. Любичев обвинялся в том, что за взятку обеспечил беспрепятственный проезд на территорию Кисловодска в технически неисправном состоянии автомобиля «Камаз», водитель которого не имел сопроводительных документов на перевозимый груз, в котором находилось самодельное взрывчатое вещество, замаскированное мешками с сахаром, и лично сопроводил его до складов «Реалбазы хлебопродуктов» (Кисловодск), на которой работал дядя одного из террористов. Позже с «Реалбазы хлебопродуктов» взрывчатка была доставлена в Москву и Волгодонск и использована для подрыва жилых домов.
12 января 2004 года Московский городской суд приговорил к пожизненному лишению свободы Адама Деккушева и Юсуфа Крымшамхалова, обвинённых в совершении взрывов домов в Москве и Волгодонске осенью 1999 года. Они были признаны виновными в совершении актов терроризма, убийств с особой жестокостью, в участии в незаконных вооружённых формированиях, незаконном изготовлении, хранении и перевозке взрывчатых веществ, покушении на убийство и незаконном пересечении границы. Крымшамхалов также признан виновным в покушении на террористический акт и в даче взятки сотруднику ГАИ.
Осуждённые признали свою вину только частично. Деккушев заявил, что организаторы теракта заставили его действовать, одурманив наркотиками. Крымшамхалов заявил, что хотя и участвовал в изготовлении взрывчатой смеси, а также привёз взрывчатку в грузовике к дому в Волгодонске, но не знал о том, что она будет использована для теракта. Кроме того, Крымшамхалов признал, что переходил российско-грузинскую границу, находился на территории, которая контролировалась незаконными вооружёнными формированиями, и проходил обучение в лагере боевиков, но отрицал, что участвовал в боевых операциях.
В последнем слове подсудимые попросили у пострадавших прощение. «Часть горя и боли тех, кто пострадал, на мне — хотел я этого или не хотел. Я сочувствую этим людям. Я виноват, я извиняюсь», — сказал Крымшамхалов. Деккушев заявил, что стал жертвой религиозной пропаганды: «Меня просто продали за деньги».
8 июля 2004 года Верховный суд России оставил в силе приговор Мосгорсуда.

## Реакция на теракты

### Россия
13 сентября 1999 года представители чеченской общины в Москве осудили действия террористов, причастных ко взрывам домов в Москве.

### Израиль
В сентябре 1999 года министр внутренних дел Израиля Натан Щаранский заявил, что «взрывы здесь и взрывы там производит наш общий враг», то есть исламские экстремисты, и Израиль готов объединить с Россией усилия в борьбе с этим злом.

### Индия
13 сентября 1999 года премьер-министр Индии Атал Бихари Ваджпаи выразил соболезнования от имени своей страны в письме Борису Ельцину. Министр иностранных дел Индии Джасвант Сингх назвал ситуацию в Дагестане «явным проявлением международного терроризма и экстремизма» и заявил о поддержке действий Москвы, направленных на нейтрализацию угроз в Республике Дагестан.

### США
В сентябре 1999 года в Новой Зеландии прошёл саммит стран — членов Азиатско-тихоокеанского экономического сотрудничества. В рамках саммита прошла встреча председателя правительства России Владимира Путина с президентом США Биллом Клинтоном. В разговоре с Путиным Клинтон провёл параллель между взрывами домов в Москве и ударами по государственным учреждениям США в Африке. Билл Клинтон также посвятил взрывам жилых домов в России два публичных выступления — 17 и 18 сентября 1999 года — в которых осудил террористические акты и выразил соболезнования семьям погибших.
13 сентября 1999 года министр обороны США Уильям Коэн осудил взрывы жилых домов в Москве, назвав происходящее «актом терроризма, направленного против ни в чём не повинных мирных граждан».
14 сентября 1999 года представитель министерства обороны США Д. Куигли заявил, что США готовы помочь России в расследовании терактов в Буйнакске и Москве, если российские власти обратятся за такой помощью.

### Украина
13 сентября 1999 года президент Украины Леонид Кучма заявил, что Украина поддерживает действия российских властей в борьбе с террористами и осуждает любые проявления терроризма, «где бы они не происходили и чем бы они не оправдывались». Кучма отметил, что землетрясения в Турции и Греции продемонстрировали тот факт, что человечеству пока не под силу защититься от природных катастроф, но он считает абсолютно недопустимым, чтобы люди погибали вследствие действий террористов, как это случилось в России.

### Исламские радикалы
14 сентября 1999 года лидер радикальной исламистской организации «Ансар аш-Шариа» («Приверженцы шариата») Абу Хамза аль-Масри направил в редакцию газеты «Аль-Хаят» заявление, в котором выступил в поддержку взрывов жилых домов в Буйнакске и Москве. Он заявил, что эти взрывы являются «исламской местью русским за обстрелы и изнасилования гражданского населения в Чечне и Дагестане. Русские проводят подобную преступную политику уже многие годы, а весь мир закрывает глаза на то, как они 2 века планомерно унижают и опускают мусульман и мусульманских женщин в особенности». По словам аль-Масри, «женщин и детей специально никто не убивает на войне», однако операции в России, в которых погибли женщины и дети, «являются единственной возможностью заставить неверных отказаться от их политики».

## Память о погибших
4 сентября 2000 года в Буйнакске на месте взрыва был открыт памятник его жертвам.
В 2000 году на месте взрыва на улице Гурьянова был установлен памятный знак. В соответствии с постановлением Правительства Москвы от 8 августа 2000 года № 622, недалеко от обрушившегося дома было начато строительство храма-часовни в честь иконы Божией Матери «Всех скорбящих радость». Строительство велось за счёт пожертвований физических и юридических лиц города Москвы. В 2004 году храм был открыт.
На месте взрыва на Каширском шоссе был возведён мемориал жертвам этого теракта.
В Волгодонске был открыт сквер памяти жертвам террористического акта 16 сентября 1999 года.

## Альтернативные версии
Многие исследователи и журналисты не согласны с результатами официального расследования и поддерживают версию, согласно которой взрывы были организованы ФСБ России.
Альтернативные теории о серии взрывов жилых домов в России 4—16 сентября 1999 года расходятся с официальной версией событий, согласно которой взрывы домов были организованы руководителями незаконного вооружённого формирования Исламский институт «Кавказ» Эмиром аль-Хаттабом и Абу Умаром и осуществлены нанятыми ими группами северокавказских боевиков.
Суть наиболее распространённой версии заключается в том, что взрывы жилых домов в сентябре 1999 года были организованы российскими властями, в том числе и лично действующим тогда премьер-министром Владимиром Путиным, а также Федеральной службой безопасности Российской Федерации. Сторонники этой версии считают, что взрывы были выгодны действующим властям, и наоборот, совершенно не выгодны боевикам. Утверждается, что именно после взрывов Владимир Путин смог обеспечить себе повышение рейтинга и, как следствие, победу на президентских выборах 2000 года. Среди причин, по которым российские власти могли пойти на такой шаг, сторонниками теории также назывались желание усилить роль ФСБ в политической жизни России (что в итоге и было сделано), а также необходимость оправдать Вторую чеченскую войну.

## Видеоматериалы
- Репортаж Рязанского ТВ, 1999 г.
- «Независимое расследование» с Николаем Николаевым, 1999 г. (НТВ)
- ОРТ перед президентскими выборами о «провокации оппонентов нынешней власти»

Фильмы
- Документальный фильм «Покушение на Россию»
- Редакция. «О терактах, с которых началась эпоха Путина». Фильм-интервью (2020)